# Lazzari (cognome)
Lazzari è un cognome di lingua italiana.

## Varianti
De Lazzari, De Lazzaro, Di Lazzaro, Lazara, Lazari, Lazaro, Lazzarato, Lazzarelli, Lazzareschi, Lazzaretti, Lazzarin, Lazzarini, Lazzarino, Lazzaro, Lazzaron, Lazzarone, Lazzaroni, Lazzarotti, Lazzarutti, Lazzeretti, Lazzeri, Lazzerini, Lazzeroni, Zareschi.

## Origine e diffusione
Il cognome è tipicamente panitaliano.
Potrebbe derivare dal prenome Lazzaro.
Le varianti Lazzeri e Zareschi sono toscane; De Lazzaro e Di Lazzaro sono meridionali.

## Persone
- Dionisio Lazzari (1617-1689) – architetto e scultore italiano
- Elia Lazzari (1927-2019) – politico italiano
- Ferdinando Antonio Lazzari (1678-1754) – francescano, compositore e organista italiano